# Verrières-de-Joux
 Verrières-de-Joux  es una comuna y población de Francia, en la región de Franco Condado, departamento de Doubs, en el distrito y cantón de Pontarlier.
Está integrada en la Communauté de communes du Larmont .
Fronteriza con Suiza, forma un conjunto con Les Verrières, en el cantón de Neuchâtel. Así por ejemplo, ambas celebran tanto el 14 de julio (fiesta nacional francesa), como el primero de agosto (fiesta nacional suiza).

## Demografía
| 440 | 417 | 389 | 375 | 396 | 355 |
| Para los censos de 1962 a 1999 la población legal corresponde a la población sin duplicidades (Fuente: INSEE [Consultar]) |     |     |     |     |     |

## Cultura
En Verrières transcurre la novela "Rojo y negro" de Stendhal. 